# Yoonbays
Yoonbays (ook: Yoombays, Yoonbeys, Yombays of Yonbays) is een dorp in Somalië. Volgens de administratieve indeling van de Somalische federale overheid ligt Yoonbays in het district Burtinle, regio Nugaal. Deze regio (provincie) Nugaal ligt in Puntland, een semi-autonome deelstaat in Noordoost Somalië. Puntland heeft ook zijn eigen -overlappende- administratieve indeling. In die indeling ligt Yoonbays ook in de regio Nugaal, maar in het district Garowe. Puntlands' eigen indeling wordt in deze Wikipedia verder niet gebruikt, omdat er zelden landkaarten van beschikbaar zijn.

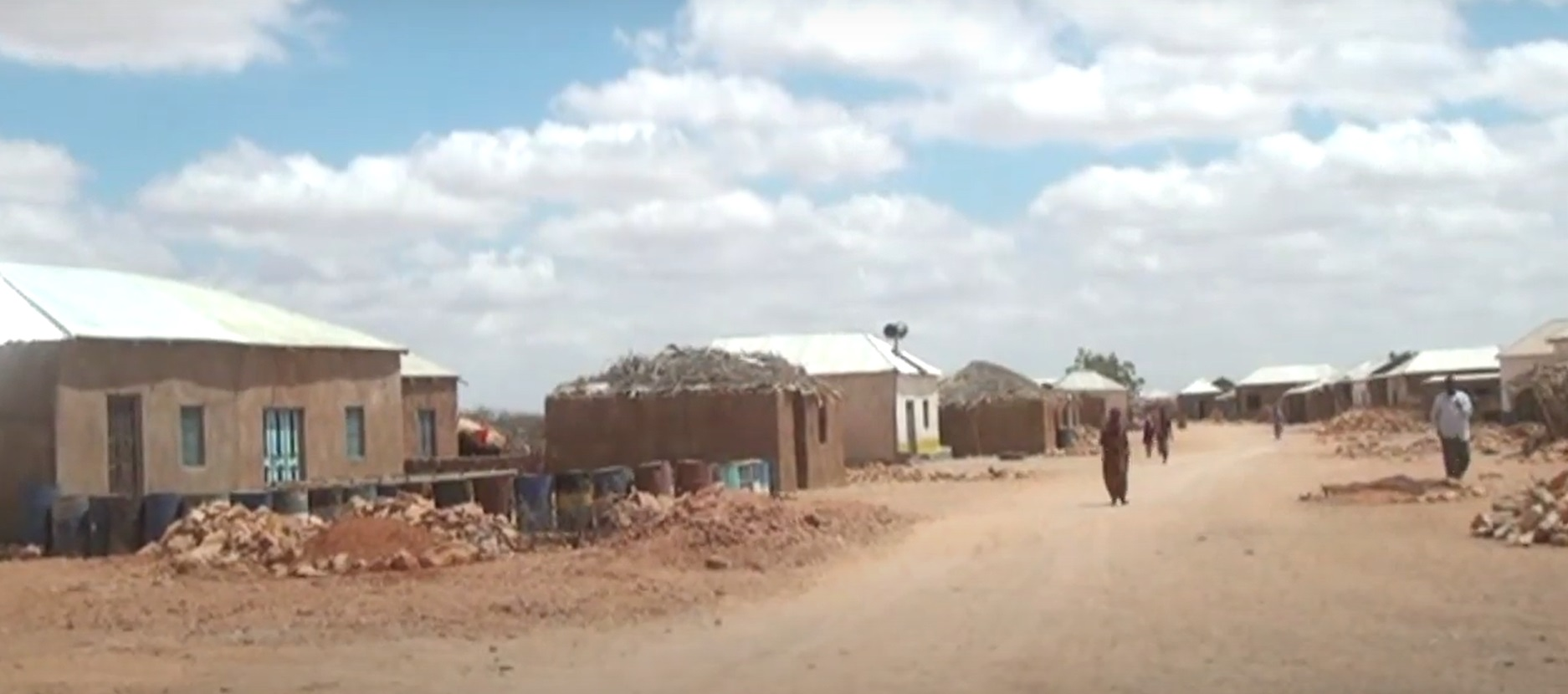
Straat in Yoonbays

Yoonbays ligt in een aride savannelandschap in de dunbevolkte noordoosthoek van het Burtinle district, ca. 72 km ten zuidoosten van de hoofdstad van Puntland, Garowe. Smalle onverharde weggetjes verbinden het met andere dorpen in de regio. De dichtsbijzijnde andere plaatsjes zijn Xamxamaa (16,4 km naar het Noorden), Xas Bahale/Xamur (18,2 km naar het Zuidoosten), en Dudumaale (27,2 km naar het Noordwesten). Rondom Yoonbays liggen ruim 20 berkads, bassins voor het opvangen van regenwater; de meeste zijn omheind.

Er is een gezondheidszorg-centrumpje en een apotheek "Ruquyo" in Yoonbays.
Het dorp heeft een lagere school. Ook lijkt er een middelbare school te zijn.

In juni 2017 werd het dorp getroffen door een orkaan. Daarbij werden 2 huizen verwoest en vielen er 3 gewonden en 1 dode.

De organisatie "KAALO Aid & Development heeft er in 2023 een berkad hersteld.
Yoonbays heeft een woestijnklimaat ("BWh" in de Klimaatclassificatie van Köppen). De gemiddelde jaartemperatuur is 25.2°C; de temperatuurvariatie is gering; de koudste maand is januari (gemiddeld 22,3°); de warmste juni (27,3°). Regenval bedraagt jaarlijks ca. 234 mm (ter vergelijking: in Nederland 850 mm). Er zijn twee droge seizoenen (van januari - maart en juni - september) en twee 'regenseizoenen' (april - mei en oktober - december).